# Erich Stecher

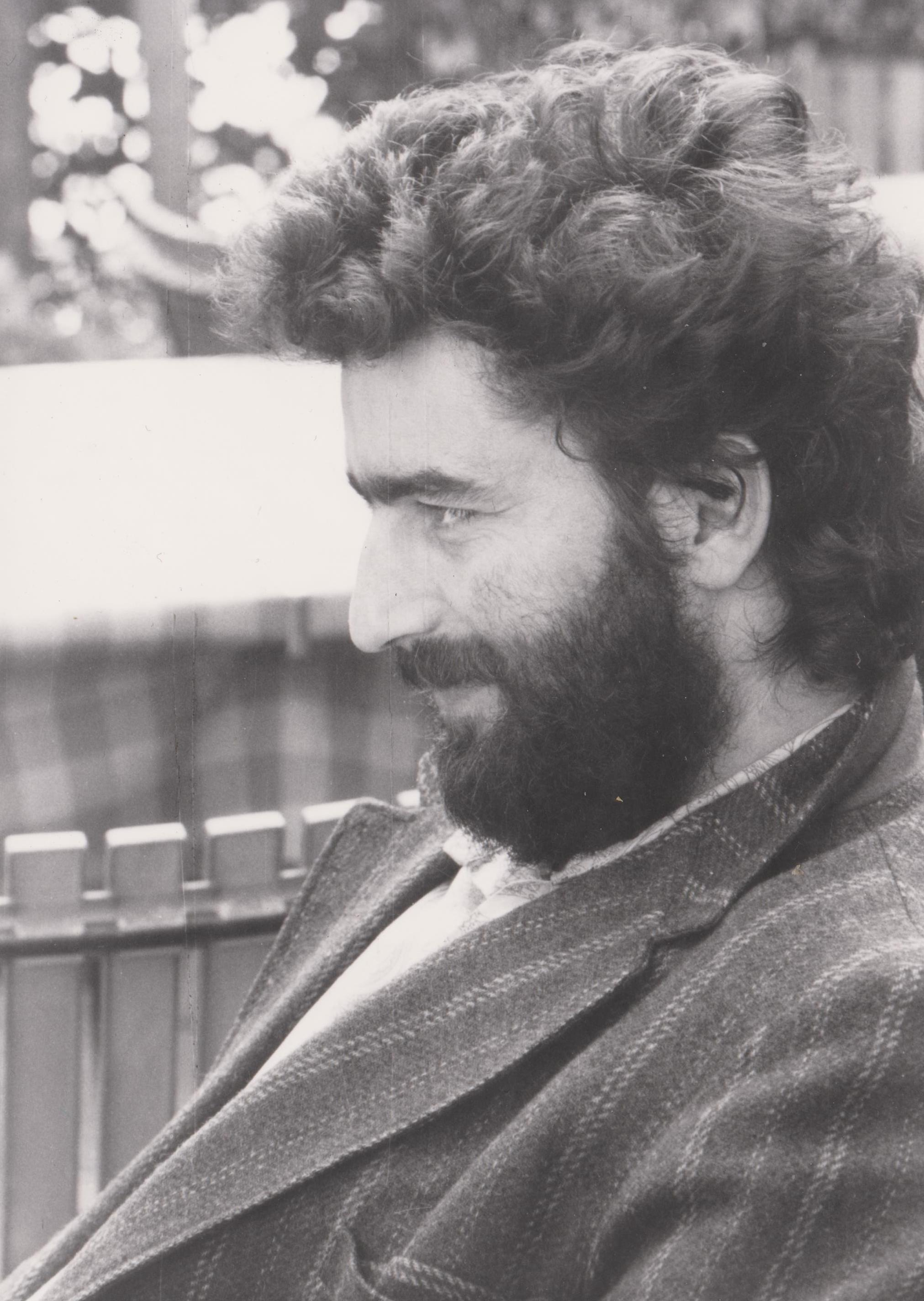
Erich Stecher

Erich Stecher (* 1960 in Mals) ist ein Südtiroler Maler.

## Leben
Stecher wurde als zweites von vier Kindern in Mals geboren. Seine Eltern bearbeiteten eine kleine Landwirtschaft, die der Vater nach der Stauung des Reschensees in Mals kaufte. Als Zweijähriger geriet Stecher mit der rechten Hand in die Keilriemen des Traktors. Dabei verlor er seinen rechten Arm. Er wurde zum Studienobjekt der Mediziner, an dem sie die Vorgänge im Hirn studieren wollten, das sich nun vom Rechtshänder zum Linkshänder umprogrammieren musste. Zu medizinischer Bekanntheit konnte Erich nicht werden, denn dies scheiterte an der fehlenden Mobilität der Familie, die sich ganz der bäuerlichen Arbeit widmen musste.
In der Grundschule fiel sein Zeichentalent auf, und nach der Mittelschule kam Stecher auf die Kunstschule in Gröden, die er 1980 mit Erfolg abschloss. Nach einem Kurzaufenthalt an der Akademie der Bildenden Künste in Wien zog Stecher nach Florenz auf die Accademia di Belle Arti, wo er 1985 unter Goffredo Trovarelli sein Studium abschloss. Er fand Arbeit als Kunsterzieher in der Mittelschule Prad; es folgten die Mittelschulen Laas, Schlanders und Latsch, dann Lana. Seit 2012 arbeitet Stecher an der Mittelschule Adalbert Stifter in Bozen.
Erich Stecher ist seit 1989 mit der Oberschullehrerin Ute Schweitzer verheiratet, mit der er zwei gemeinsame Kinder hat.

## Wirken
Neben seiner Lehrtätigkeit hat Erich Stecher zunehmend begonnen, sich der Malerei zuzuwenden. Dabei fühlt er sich keiner Stilrichtung verpflichtet. Nach Studienaufenthalten in Spanien, Paris und Mexiko widmete er besondere Aufmerksamkeit der Druckgrafik von Francisco de Goya und der Pinselführung von Lovis Corinth. Die Farbgebung des Südtiroler Künstlers Hans Ebensberger erregt seit Jahren seine Aufmerksamkeit.
Seine Einarmigkeit, der Dunst der Viehställe, die harte Arbeit an den Hängen der Malser Äcker und Wiesen, die gegliederte Landwirtschaft und das intensive Licht des oberen Vinschgaus schufen bei Erich Stecher eine Prägung, die sein künstlerischen Leben bestimmt.
Stecher ist Mitglied des Südtiroler Künstlerbunds (Bildende Kunst).

## Ausstellungen (Auswahl)
- 1986: Schloss Goldrain, gemeinsam mit Ulrich Egger
- 1988: Rovigo, gemeinsam mit Flavio Berton und Enrico Giovanazzi
- 1989: Glurns[3]
- 1993: Neue Galerie Innsbruck, gemeinsam mit Herbert Danler, Susanne Loewit und Franz Posch
- 1994: Schloss Naudersberg,[4] Nauders
- 1994: Galerie Am Gries, Lana
- 1997: Kornhaus-Museum Weiler, Gemeinschaftsausstellung Vinschgauer Künstler
- 1999: Galerie Am Gries[3]
- 2002: Bichlkirche Latsch[3]
- 2002: Bibliothek Lana
- 2003: Ansitz Rosengarten, Lana[3]
- 2004: Bilderzyklus zum "Lied von der Erde" von Gustav Mahler, Toblach[3]
- 2004: Kreuzgang Karthaus, Schnalstal[3]
- 2011: Schloss Kastelbell[5]

## Werke im öffentlichen Raum
- 1979: Ölbild Josef Freinademetz, Pfarrkirche Mals
- 1997: Gestaltung der einzelnen Gemeinden im Sitzungssaal der Bezirksgemeinschaft Vinschgau, Schlanders
- 1998: Außengestaltung und Bemalung der Hauptfassade am Elektrizitätswerk Gomagoi, Gemeinde Stilfs
- 1999: Wandgestaltung im öffentlichen Hallenbad der Gemeinde Mals
- 2001: Kreuzweg in der Kapelle des Krankenhauses Bozen
- 2011: Darstellung der sieben Kardinaltugenden im Kloster Muri-Gries